# Cupha crameri
Cupha crameri är en fjärilsart som beskrevs av Felder 1860. Cupha crameri ingår i släktet Cupha och familjen praktfjärilar. Inga underarter finns listade i Catalogue of Life.